# Casa Nova (Bahia)
Casa Nova és un municipi brasiler de l'estat de Bahia. Es localitza en la regió nord de l'estat, a 572 quilòmetres de la capital estatal, Salvador. La seva població està estimada en 72.545 habitants (cens 2020).
El municipi és localitzat prop del riu São Francisco, a la part nord, tenint platges al voltant de la ciutat. Fou fundat en 1879 amb el nóm de São José do Riacho de Casa Nova (Sant Josep del Rierol de Casa Nova), en separar-se de Remanso. La seva economia es basa en la producció de vi i en la ramaderia bovina.